# Oiseau de passage (nouvelle)
Oiseau de passage (titre original : The Menace from Earth) est une nouvelle de Robert Heinlein, faisant partie de l’Histoire du futur.
La nouvelle évoque une tranche de vie de quelques jours d'Holly Jones, née sur la Lune, qui voit son ami et associé Jeff Hardesty fréquenter une jeune et belle touriste terrienne. Les choses se compliquent quand cette femme, Ariel, souhaite que Holly lui apprenne à planer dans une immense grotte lunaire.

## Publications

### Publications aux États-Unis
La nouvelle a été publiée pour la première fois dans le magazine Fantasy & Science Fiction no 75 en août 1957.

### Publications en France
La nouvelle a été publiée :
- dans Fiction no 58, OPTA, septembre 1958 ;
- dans Histoires de planètes, Le Livre de poche no 3769, coll. La Grande Anthologie de la science-fiction (Tome 7), 1975 (rééd. 1976, 1977, 1985 et 1997).
- dans Histoire du futur (Tome III), Révolte en 2100, Gallimard, coll. Folio SF no 209, 2005.

### Autres publications
- 1971, puis 1983, enfin 1988, allemand, Das Biest von der Erde
- 1977, portugais, A Ameaça da Terra
- 1977, croate, Napast sa Zemlje
- 1978, suédois, Hotet från Jorden
- 1980, néerlandais, De bedreiging van de aarde
- 1986, espagnol, La amenaza de la Tierra
- 1988, italien, Minaccia dalla Terra

## Résumé
Sur la Lune, Holly Jones, quinze ans, est particulièrement douée en mathématiques. Elle se prépare très sérieusement à la prochaine révolution qui changera Luna City lorsque l'on pourra y construire des vaisseaux spatiaux. Elle collabore avec son « associé », Jeff Hardesty, 18 ans : elle est sûre qu'ils créeront une société florissante de design de vaisseaux.
Lorsque Jeff s'amourache d'une beauté blonde venue de la Terre, Ariel Bretwood, Holly doit bien s'avouer qu'elle ne maîtrise pas les rapports humains aussi bien que les relations mathématiques. Surtout lorsque Ariel lui demande de lui apprendre à planer dans une immense grotte lunaire afin de profiter de la faible gravité de la Lune. D'abord réticente, Holly accepte le travail demandé...